# ISSEI NORO INSPIRITS
ISSEI NORO INSPIRITS（イッセイ・ノロ・インスピリッツ）は、野呂一生により2008年に結成されたフュージョンバンド。同年にアルバム『INNER TIMES』でデビュー、最新作は2017年7月19日発表のアルバム『TURNING』。

## メンバー
- 野呂一生（ギター）
- 神保彰（ドラムス）
- 扇谷研人（ピアノ）
- 箭島裕治（ベース）
- 林良（シンセサイザー）

## 概要
2006年の野呂自身によるカシオペア活動休止表明後に結成された、野呂のソロ活動におけるメインプロジェクトである。
野呂はリーダー兼メインコンポーザーとして勤めたカシオペアでの活動の合間をぬって、1985年より断続的ながらソロアルバム制作に加え、2001年からはリーダーライブ等のソロプロジェクト活動をしていたが、それらの音楽性は意図してカシオペアとは対照的なものとしてきた。しかし、カシオペアを活動休止させた翌2007年、カシオペアとそれまでのソロプロジェクトを分け隔てなく考えた、野呂曰く「自分がやりたいことをとことん追求」したアルバム『INNER TIMES』を制作し、レコーディングメンバーを制作中にバンド化させて、ソロ名義ではなくそのバンド名のISSEI NORO INSPIRITS名義で発表する。バンド名は造語で、元気（INSPIRIT）の複数形、さらにISSEI NORO（イニシャルのIとN）の精神（SPIRITS）からも来ている。
メンバーは結成以来固定されていて、活動休止させたカシオペアから唯一人引き連れてきた神保彰、カシオペア活動休止後に知り合った扇谷研人と箭島裕治、そして以前のソロプロジェクトから引き続いて林良が参加している。このメンバーの顔ぶれについて野呂は絶賛を惜しまないが、唯一の悩みどころとして、皆多忙なために一堂に会してのレコーディングやライブが出来る機会が限られていることを挙げている。
現在までに発表されたすべての作品は野呂のセルフ・プロデュース、野呂の作編曲によるもので占められている。また、ライブでも演奏曲目は野呂作曲によるもので占められ、ISSEI NORO INSPIRITSのほかに以前のソロアルバムからの楽曲も加えて演奏されているが、カシオペア名義の楽曲は演奏されていない。
2012年4月20日、カシオペアが6年ぶりの活動再開を表明したその日付の野呂自身のブログ「ISSEI NORO LIFE」にて、ISSEI NORO INSPIRITSを活動継続していくことも表明。2013年、二年ぶりとなるアルバム『MOVEMENT』を発表し、記念ライブも行った。
2015年、アルバム『432H』を発表。野呂は前年春の段階で既に収録曲全ての作曲を終えていて、メンバーに書きあげた譜面も渡していたものの（野呂はインスピリッツにおいてデモ音源は制作しない主義）、併行して活動中であるCASIOPEA 3rdのスケジュールを優先させて、レコーディングはこの年までずれ込んだため、前作から二年半ぶりという長いインターバルとなった。
2017年、結成10周年を迎え、結成40周年のカシオペアとのジョイントライブを行った。翌年、この時のライブ映像『Both Anniversary Gig4010』を発表。

## ディスコグラフィ
※最高順位はオリコンチャートの総合ランキング（週間）を使用。

### アルバム
| リリース日     | タイトル                      | レーベル   | 規格         | カタログ番号  | 最高順位 | 備考                                     |
| -------------- | ----------------------------- | ---------- | ------------ | ------------- | -------- | ---------------------------------------- |
| 2008年2月14日  | INNER TIMES                   | ジェネオン | 12cmCD       | GNCL-1154     | 154      |                                          |
| 2008年6月27日  | REAL TIME                     | ジェネオン | DVD          | GNBL-1022     | 228      | 渋谷AXライブ映像 &特典映像               |
| 2009年12月2日  | MOMENTS                       | HATS       | 12cmCD       | HUCD-10065    | 173      |                                          |
| 2010年12月8日  | SMASH GIG                     | HATS       | 12cmCD       | HUCD-10083    | 281      | ライブ盤                                 |
| 2011年5月18日  | Beauty                        | HATS       | 12cmCD       | HUCD-10087    | 114      |                                          |
| 2013年4月17日  | MOVEMENT                      | HATS       | 12cmCD       | HUCD-10134    | 96       |                                          |
| 2015年9月9日   | 432H                          | HATS       | 12cmCD       | HUCD-10200    | 76       |                                          |
| 2017年7月19日  | TURNING                       | HATS       | 12cmCD       | HUCD-10242    | 115      |                                          |
| 2018年5月9日   | Both Anniversary Gig 『4010』 | HATS       | Blu-ray      | HUXD-10951    | 18       | CASIOPEA 3rdとの共演 ライブ映像&特典映像 |
| 2018年11月21日 | 4010 Both Anniversary Gig     | HATS       | Blu-spec CD2 | HUCD-10270～2 | 140      | CASIOPEA 3rdとの共演ライブ盤             |